# Saint-Philbert-de-Grand-Lieu
Saint-Philbert-de-Grand-Lieu település Franciaországban, Loire-Atlantique megyében. Lakosainak száma 9392 fő (2022. január 1.). Saint-Philbert-de-Grand-Lieu La Chevrolière, Saint-Colomban, La Limouzinière, La Marne, Saint-Lumine-de-Coutais, Saint-Mars-de-Coutais, Bouaye, Saint-Aignan-Grandlieu, Machecoul-Saint-Même és Geneston községekkel határos.

## Népesség
A település népessége az elmúlt években az alábbi módon változott:
| Lakosok száma | 3341 | 4255 | 5159 | 7312 | 8619 | 8767 | 8921 | 9076 | 9213 | 9392 |
|               | 1968 | 1982 | 1990 | 2006 | 2013 | 2015 | 2017 | 2019 | 2020 | 2022 |